# Lukácsháza
Lukácsháza – wieś na Węgrzech, w komitacie Vas, w powiecie Kőszeg.
W 2014 była zamieszkiwana przez 1093 osoby, a w 2015 przez 1086 osób.
Burmistrzem wsi jest János Virág.
W miejscowości znajduje się stacja kolejowa na trasie linii nr 18 z Szombathely do Kőszegu.